# Мадона Поцо Гвачито (Бриндизи)
Мадона Поцо Гвачито (итал. Madonna Pozzo Guacito) је насеље у Италији у округу Бриндизи, региону Апулија.
Према процени из 2011. у насељу је живело 896 становника. Насеље се налази на надморској висини од 71 м.